# Olen (1121)
Olen († po 1121) byl družiník českého knížete Vladislava I.
Byl zřejmě synem člena družiny knížete Břetislava II. Boreše, který se v roce 1091 podílel na vraždě velmože Zderada. Patrně byl nějak spřízněný s rodem Hrabišiců. Olen se připomíná pouze v roce 1121, kdy se zúčastnil obléhání hradu Přimdy knížetem Vladislavem I., při němž byl podle Kosmovy kroniky spolu s Oldřichem, synem Vacemilovým, zraněn šípem, nikoli však smrtelně.